# NGC 5060
NGC 5060 (również PGC 46278 lub UGC 8351) – galaktyka spiralna z poprzeczką (SBb), znajdująca się w gwiazdozbiorze Panny. Odkrył ją Heinrich Louis d’Arrest 17 kwietnia 1863 roku.